# Vårflodsparken

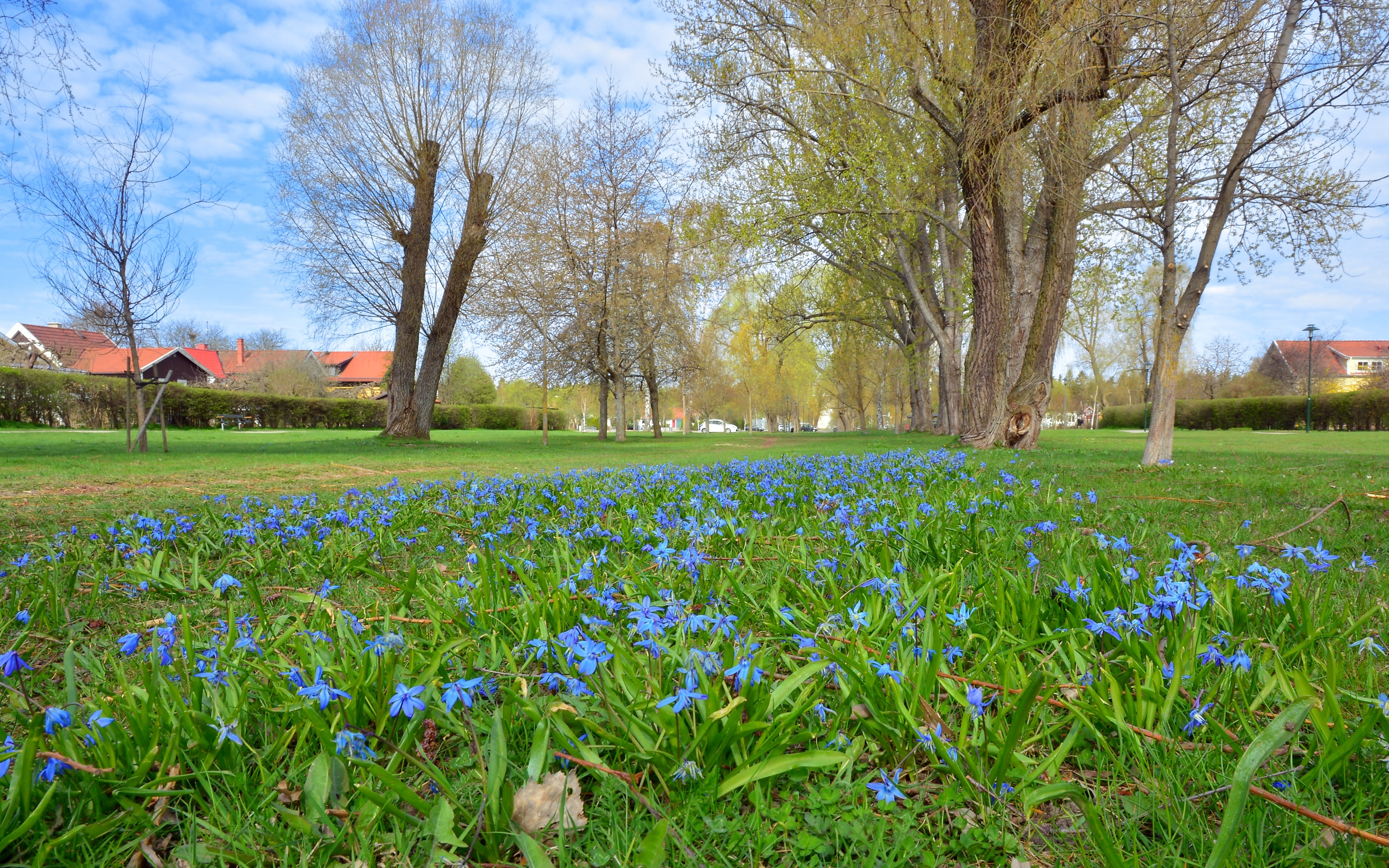
Rysk blåstjärna trivs på de öppna gräsytorna.

Vårflodsparken är en park i stadsdelen Enskedefältet i Stockholms kommun. Parken började anläggas 1929 och fick då sitt namn.

## Historik
Enskedefältet var ursprungligen den östra fortsättningen av Årstafältet och en del av Valla ås bördiga dalgång som sträckte sig från Sandsborgskyrkogården i öster till Årsta gård i väster. Marken som tillhörde storgodset Enskede gård förvärvades 1904 av Stockholms stad och började stadsplanerades på 1920-talet. Området planerades efter ett enkelt, symmetriskt rutnätsmönster med Vårflodsparken som ett grönt stråk i mitten, där Valla å en gång i tiden rann fram (numera i kulvert). 
Parken sträcker sig mellan Bägersta byväg, Estlandsgatan, Ålandsvägen och Livlandsgatan. Den är långsträckt, cirka 600 meter lång och 60–120 meter bred; cirka fyra hektar. Parken är till stor del gräsbevuxen och i nordvästra änden finns en lekplats med plaskdamm samt en bollplan och en barnstuga. Parkleksverksamhet pågick här från 1940-talet fram till 1990-talet.

## Bilder

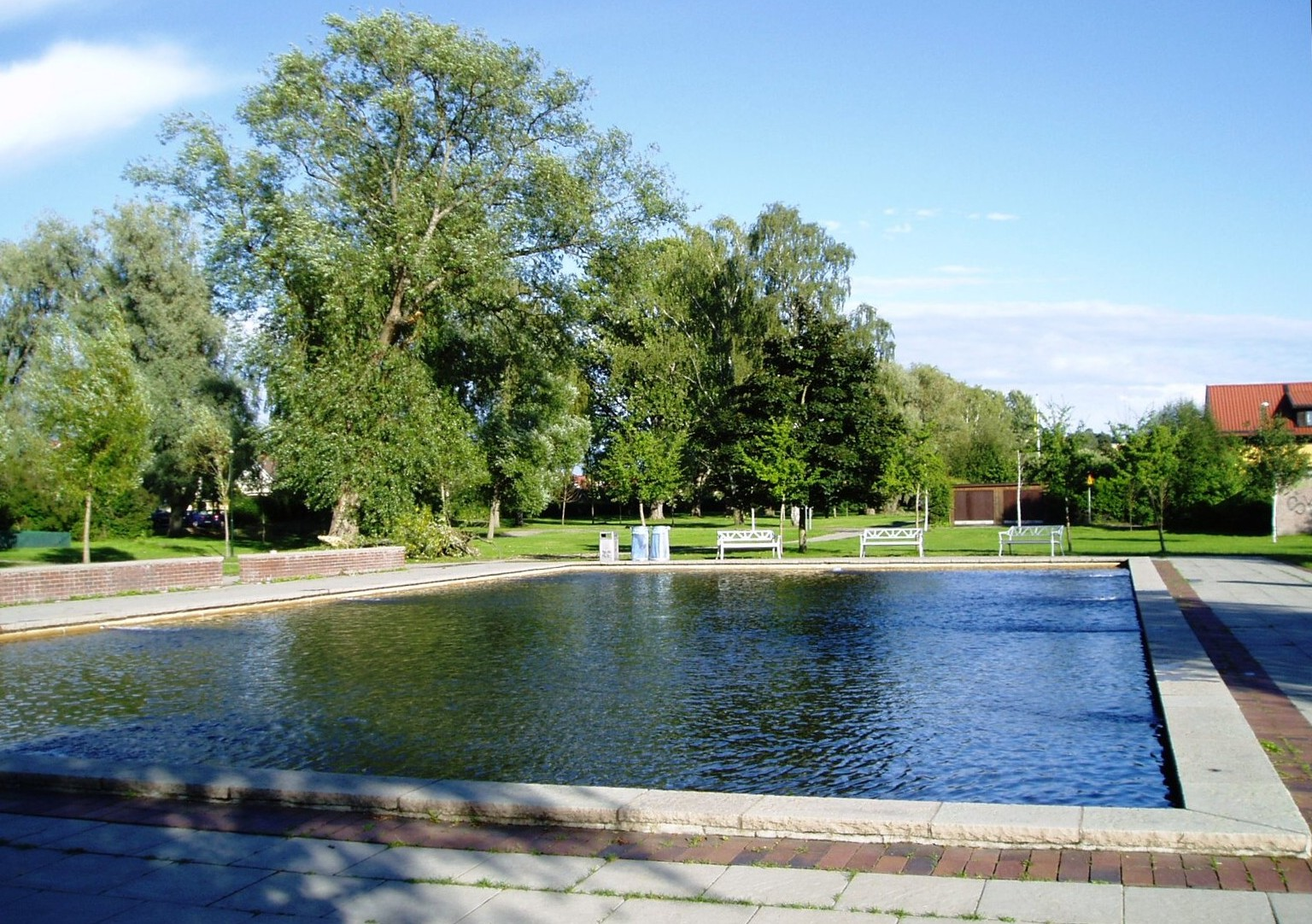
Spegeldammen vid parkleken.
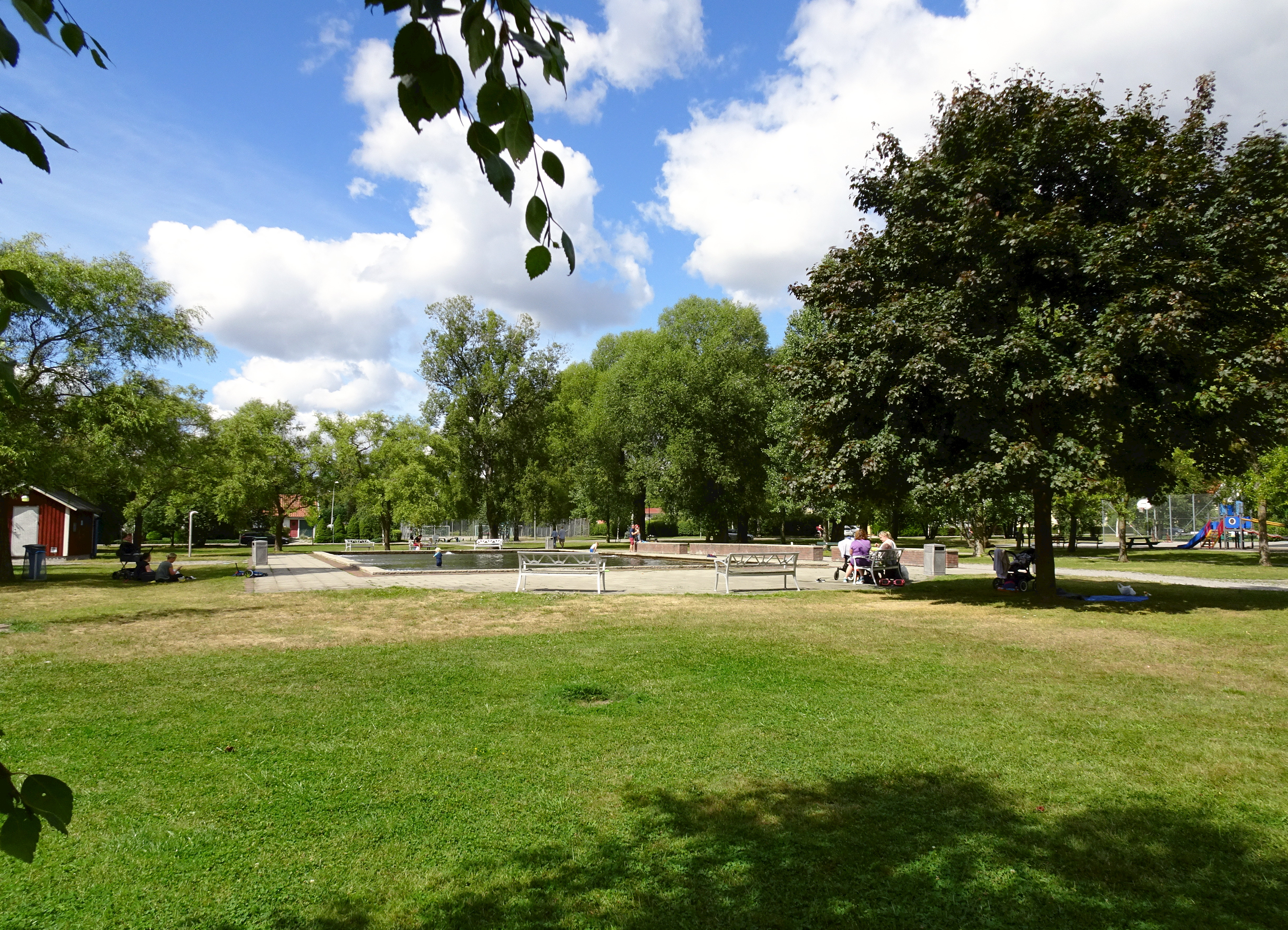
Parkens lekområde.
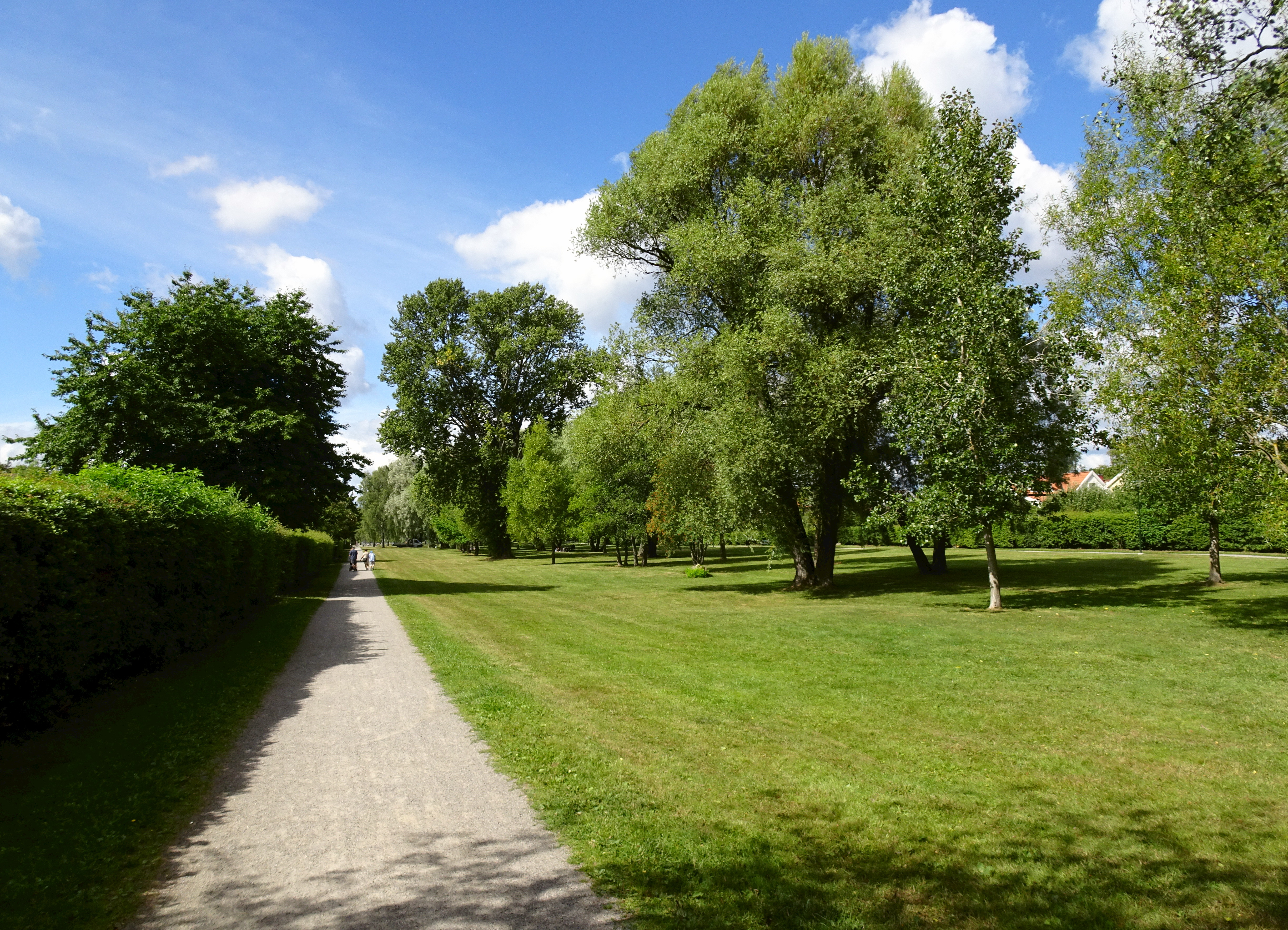
Vy längs hela parken från sydost till nordväst.
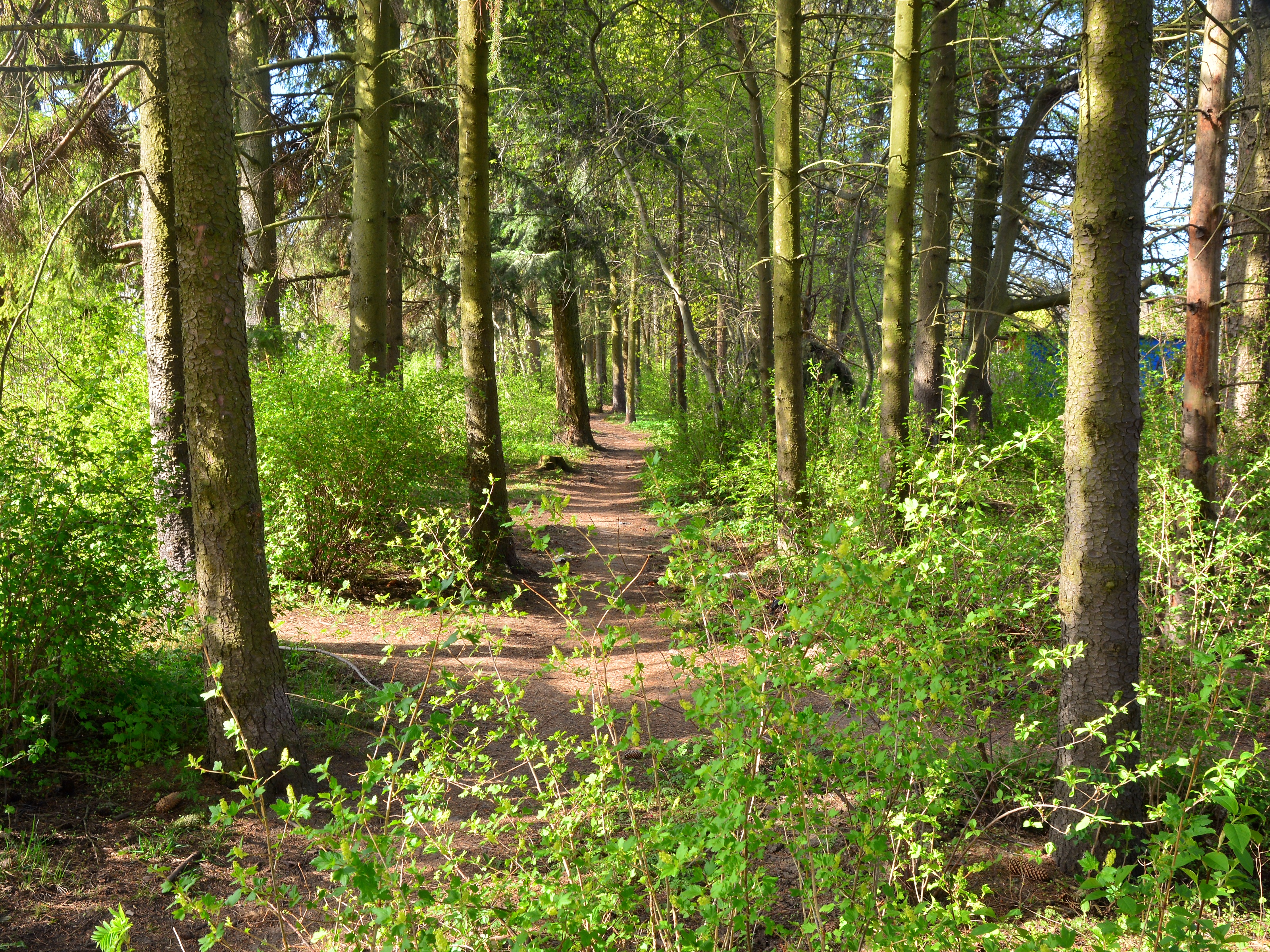
Vårflodsparken avskärmas från Sockenvägen genom ett bälte av granar.